# Satu Mare (Suceava megye)
Satu Mare község (comună) Romániában, Bukovinában, Suceava megyében. Két faluból áll, ezek Satu Mare és Ţibeni (magyarul: Istensegíts) falvak.

## Lakossága
A Suceava-beli Satu Mare-nak a 2002-es népszámláláskor 4072 lakosa volt.
A 2011-es népszámlálás adatai szerint lakosainak száma ekkorra 3594-re csökkent.